# Alfie Solomons
Alfie Solomons é um personagem fictício interpretado por Tom Hardy no drama policial britânico Peaky Blinders. Ele é o líder de uma gangue judia residente em Camden Town e foi apresentado na segunda temporada. O personagem recebeu um enorme impacto cultural e aclamação da crítica.

## Elenco e bastidores
Os detalhes exatos do processo de construção do elenco não foram revelados, mas o personagem de Alfie Solomons não foi inicialmente concebido com Tom Hardy em mente. O personagem é baseado em um gângster judeu da vida real chamado Alfred Solomon. O escritor de Peaky Blinders, Steven Knight, afirma que "nós o retratamos como engraçado, mas com um personagem nervoso. As gangues judias do East End teriam sido tão famosas, mas por algum motivo a história parece ter se lembrado de Alfie Solomons. Não sei por quê. Talvez, ele tenha sido processado com maior frequência." Na série, Solomons é o líder de uma gangue judia localizada em Camden Town e dirige uma destilaria ilegal.

## Recepção da crítica
O site Medium descreve Alfie Solomons como "o personagem que mais rouba a cena de todos os tempos", comentando que "Eu nunca entendi se Alfie foi feito para ser um vilão, um ator cômico ou uma mistura de ambos, mas nunca amei cada segundo do tempo de tela de alguém mais do que ele." Tom French, escrevendo para Den of Geek, elogia a estreia do personagem e escreve que complementa bem os outros: "Solomons é imediatamente envolvente, parecendo excêntrico, sádico e danificado de uma vez. A performance evoca elementos dos papéis de Hardy do passado, e o personagem se encaixa perfeitamente no mundo de Peaky Blinders." Um artigo no The Independent elogiou Tom Hardy, dizendo que "Tom Hardy tem um valor tão bom no espetáculo, tendo criado um de seus personagens de sentimento mais autêntico, apesar de mal estar nele".
Abby Robinson, do Digital Spy, criticou a decisão de 'ressuscitar' Alfie Solomons na temporada 5. Ela escreveu: "[Agora] vimos vários personagens enganando a morte nas cinco temporadas de [Peaky Blinders], o que torna a entrada de Alfie mais do mesmo - e não no bom sentido." Christopher Hooton, da NME, também descreveu o retorno de Alfie como" um pouco como um apelo aos fãs", mas continuou a escrever que "sua cena no final [da série 5] foi irresistível e bem escrita".